# 瓦拉日丁
瓦拉日丁（塞爾維亞-克羅埃西亞語發音：[ʋâraʒdiːn]或[ʋarǎʒdin]）是位於克羅埃西亞西北部的一個城市，在克羅埃西亞首都薩格勒布以北81公里處。是瓦拉日丁縣的首府所在地。以巴洛克建筑、紡織業、食品業和IT行業而聞名。有人口41,434人。